# Faro de Vigo
Faro de Vigo és el diari degà de la premsa espanyola que se segueix publicant en l'actualitat. Es va imprimir per primera vegada el 3 de novembre de 1853 en el taller tipogràfic que tenia el seu fundador, Angel de Lema y Marina, al carrer de l'Oliva de Vigo, a la província de Pontevedra. Actualment té la seu a Chapela, al municipi de Redondela. Des de la seva adquisició el 1986 pel grup editorial Prensa Ibérica presidit per Francisco Javier Moll de Miguel, el periòdic ha viscut un gran creixement i va ser guardonat en 1998 amb el Premi Stendhal per al periodisme i la comunicació a Europa.

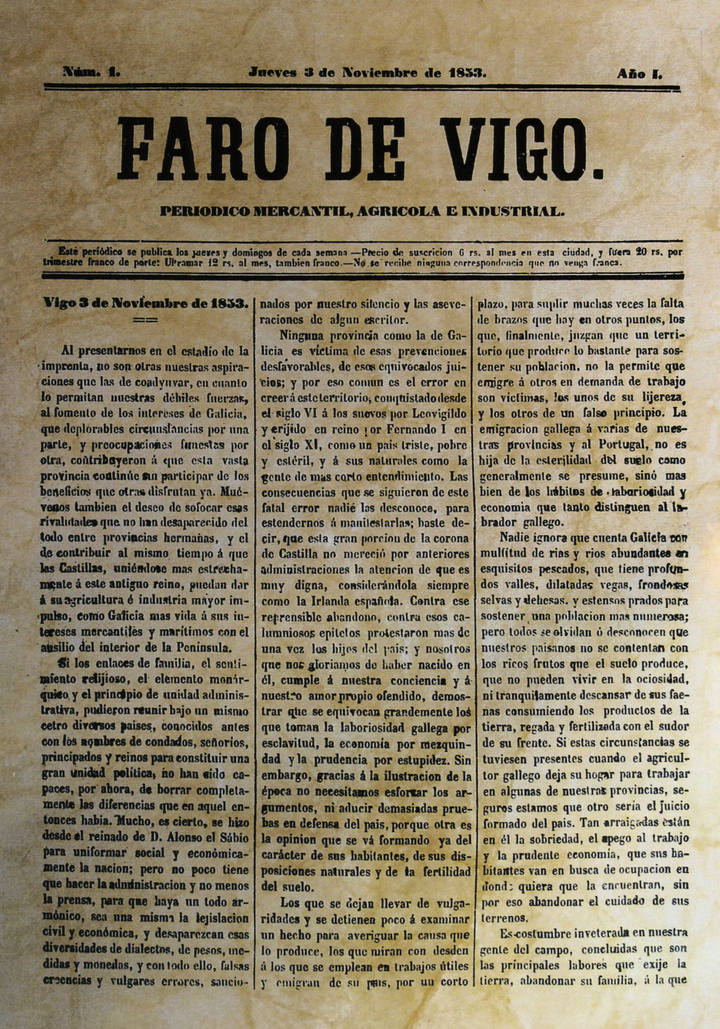
3 novembre 1853, núm. 1, any I.

En l'any 2002 la seva difusió va arribar els 42.245 exemplars de mitjana diària, segons certifica l'Oficina de Justificació de la Difusió (OJD). Les xifres de l'Estudi General de Mitjans (EGM, març de 2006) li atorguen 315.000 lectors cada dia, el que li situa entre els catorze periòdics espanyols d'informació general més importants, i li converteix en el líder indiscutible en el sud de Galícia.
Faro de Vigo ha perdut més de 50.000 lectors en l'últim any, segons les dades de EGM, que poden consultar-se en aimc.es Arxivat 2007-10-27 a Wayback Machine. A més, ha caigut del lloc tretzè al dissetè quant a difusió, en l'últim any. OJD ha suspès a aquesta capçalera de la seva avaluació per falsejar les seves dades, al sumar Faro de Orense al seu tiratge, com si es tractés de la mateixa capçalera. El cas està actualment en litigi.
Faro de Vigo té cada dia sis edicions. A més de la de major difusió, que abasta l'àrea metropolitana de Vigo, s'imprimeixen les corresponents a Pontevedra, Vilagarcía de Arousa, Ourense, O Morrazo i Deza-Tabeirós-Terra de Montes. El gener de 1999 es va engegar la seva edició digital.